# Дондурей, Даниил Борисович
Дании́л Бори́сович Дондуре́й (19 мая 1947, Ульяновск — 10 мая 2017, Израиль) — советский и российский кинокритик, социолог СМИ, культуролог, общественный деятель, главный редактор журнала «Искусство кино» (1993—2017). Кандидат философских наук.
Член Совета по развитию гражданского общества и правам человека при Президенте России. Член Общественного совета Российского еврейского конгресса.

## Биография
Родился в семье инженера Бориса Даниловича Дондурея и юриста Фаины Моисеевны Шер. В 1966 году окончил Пензенское художественное училище имени К. А. Савицкого. В 1971 году окончил факультет теории и истории искусства Института живописи, скульптуры и архитектуры им. И. Е. Репина Академии художеств СССР в Ленинграде по специальности «искусствовед». В 1975 году окончил аспирантуру Института социологических исследований АН СССР по специальности «социология искусства» и защитил там диссертацию на тему «Социологические и социально-психологические проблемы воздействия художественной культуры на личность в условиях научно-технической революции», получив тем самым учёную степень кандидата философских наук.
В 1975—1978 годах работал младшим научным сотрудником в Всесоюзном научно-исследовательском институте искусствознания, в 1978—1982 годах — старшим научным сотрудником в Информационном центре по проблемам культуры и искусства Государственной библиотеки СССР им. В. И. Ленина, в 1982—1986 годах — старшим научным сотрудником в НИИ культуры РСФСР, в 1986—1993 годах — ведущим научным сотрудником в Научно-исследовательском институте киноискусства. 
С 1992 по 1999 год являлся профессором ГИТИСа, преподавал там курсы «Социология искусства» и «Профессия продюсер». 
На Высших курсах сценаристов и режиссёров читал циклы лекций «Социология и социальная психология искусства».
В 1986 году организовал XVII Московскую молодёжную выставку, впервые легализовавшую «неофициальное» искусство.
С 1993 года до конца жизни — главный редактор журнала «Искусство кино».
- «Пролетая над гнездом кукушки»

Печатался с 1972 года в журналах «Декоративное искусство», «Смена», «Огонёк», «Литературное обозрение», «Искусство кино», «Эксперт», «Вопросы философии», «Знамя», «Отечественные записки».
Составитель ряда научных сборников по социологии культуры, теории и истории изобразительного искусства, театра и кино. Его работы переведёны и опубликованы в Болгарии, Венгрии, Вьетнаме, Германии, Италии, Кубе, Польше, Румынии, США, Франции, Чехословакии.
Член Союза художников СССР (1979), Союза театральных деятелей РСФСР (1982), Союза кинематографистов СССР (1988). Секретарь Союза кинематографистов СССР (с 1990), член коллегии Госкино РФ (с 1991), коллегии Министерства культуры РФ (с 2001).
Лауреат премий «Литературной газеты», журналов «Литературное обозрение» (1986), «Смена», «Декоративное искусство».
В 1996 году принимал участие в разработке концепции системы спутникового телевидения «НТВ-Плюс».
В 2008 году на декабрьском съезде Союза кинематографистов выступал за снятие полномочий председателя Союза кинематографистов с Никиты Михалкова и избрание председателем Союза Марлена Хуциева. Однако суд признал законные по всем пунктам устава выборы Хуциева нелегитимными. В результате спора с Никитой Михалковым у всех, голосовавших за Марлена Хуциева, начались профессиональные проблемы. 28 мая 2009 года редакция журнала «Искусство кино» получила уведомление с требованием до 1 июня освободить помещение по адресу Москва, улица Усиевича, дом 9, которое в 1963 году решением ЦК КПСС было построено специально для журнала.
В марте 2014 года подписал письмо «Мы с Вами!» КиноСоюза в поддержку Украины.
В 2016 году стал лауреатом Национальной кинематографической премии «Ника». Ему вручёна почётная награда «За вклад в кинематографические науки, критику и образование».
Скончался 10 мая 2017 года в Израиле. Предположительно, причиной смерти стало злокачественное новообразование головного мозга.
Похоронен 14 мая в Москве на Троекуровском кладбище.

## Семья
- Жена — Зара Абдуллаева (род. 1953), российский кинокритик и искусствовед[25].
- Дочь — Тамара Дондурей (род. 1981), российский кинорежиссёр и сценарист[26][7].

## Награды
- Премия Правительства Российской Федерации в области СМИ (13 декабря 2017 года) (посмертно) — за продвижение гуманистических ценностей в средствах массовой информации[27]